# Национальный парк архипелага Кабрера
Национальный парк архипелага Кабрера (кат. Parc Nacional Maritimoterrestre de l'Arxipèlag de Cabrera, исп. Parque Nacional Marítimo-Terrestre del Archipiélago de Cabrera) — национальный парк, в который входит целый архипелаг Кабрера на Балеарских островах (кат. Illes Balears, исп. Islas Baleares), являющихся автономным сообществом и частью Испании. Парк занимает 100 км², из них 87 км² это вода. Парк привлекает не так много посетителей из-за его отдаленного местоположения. На нём не живут, но могут находиться до 100 членов персонала парка и другие люди.
Архипелаг имеет большое природное значение. Из-за отдаленности в течение всей истории, он практически не изменился. Береговую линию Кабреры считают одним из самых лучших заповедником на испанском побережье и на всем средиземноморском побережье. На островах живёт очень много колоний чаек и другие эндемические особи. Благодаря благоприятным условиям для развития флоры и фауны на острове обитает много птиц, поэтому парк объявили специальной охранной зоной (SPA) для них. Он также входит в сеть особо охраняемых природных территорий (SIC), в систему Natura 2000, а также в особо охраняемые районы Средиземноморья (SPAMI) под законом защиты, который утвердила Барселонская конвенция.
Административно острова принадлежат муниципалитету Пальмы-де-Майорки, несмотря на расстояние.

## История

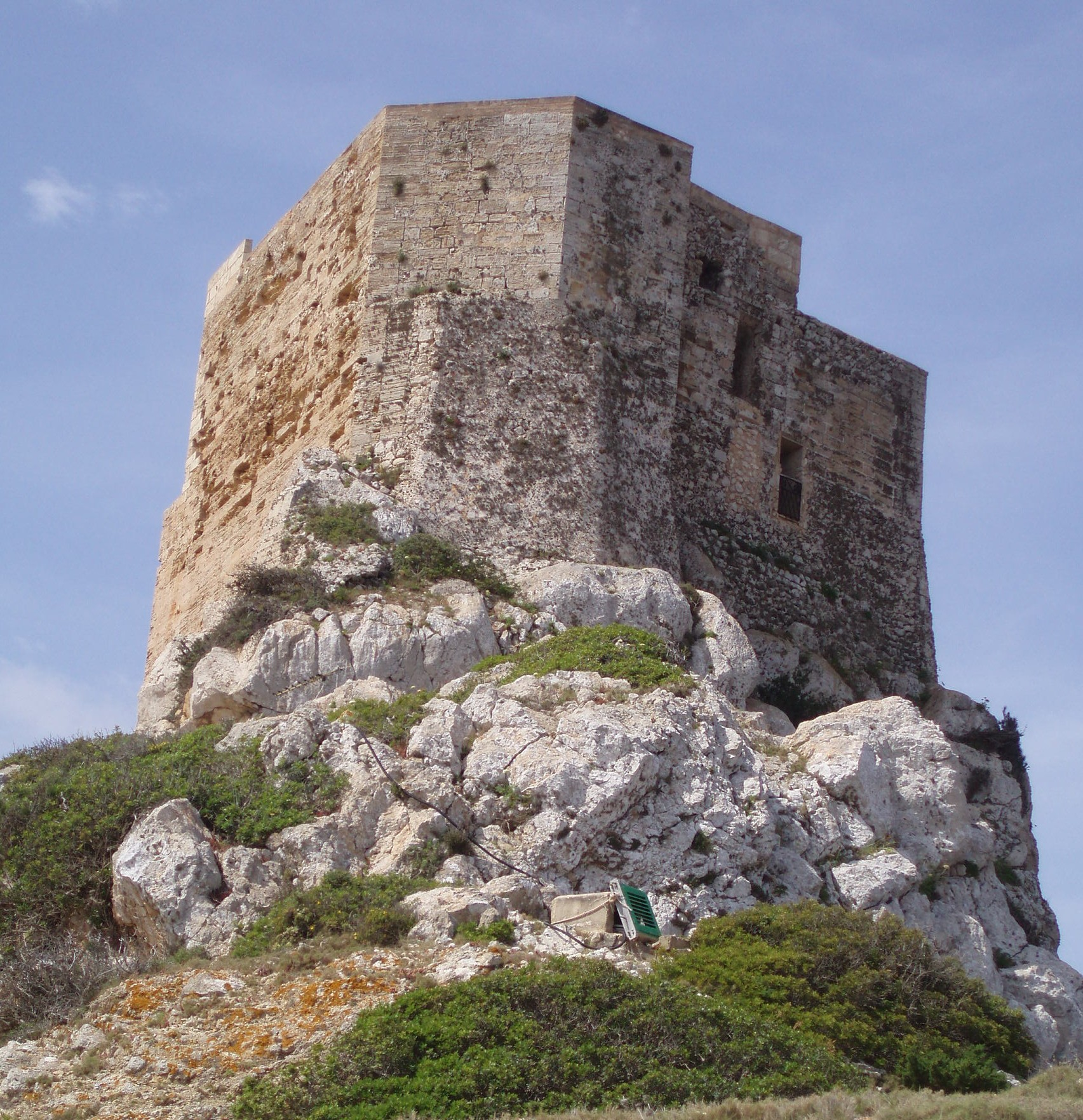
Крепость XIV века на Кабрере

Оккупация островов вооружёнными силами Испании с 1973 по 1986 гг. послужило препятствием для создания защиты архипелага. В 1988 году Парламент Балеарских островов единогласно принял резолюцию, которую направили в испанский парламент «для создания на Архипелаге Кабреры Наземно-Морского Национального Парка», на который позднее предписали закон 29 апреля 1991 г. Парк, как и закон, управляется «Главным Проектом по Использованию и Управлению Наземно-Морским Национальным Парком на Архипелаге Кабрера», который был утвержден Приказом 58/2006 1 июля 2006 г. правительством Балеарских островов на шесть лет.
Военные до сих пор занимают часть территории на острове.

## Путешествия
Национальный Парк Архипелага Кабреры — место, где ограничены передвижения по воде, и лодки могут вставать на якорь только в гавани острова. Многие особи выжили на Кабрере, в то время, как на других частях Балеаров они практически вымерли, в их число входят дельфины и чайки. идет строгое отслеживание подводного плавания, и выдается лицензия на посещение только на один день. Экскурсии к острову — редкое явление, за которым следит сообщество дайвингистов. Разрешаются свободные прогулки. На острове есть центр посещения туристов: крепость XIV века и музей, а также магазин сувениров и кафе.